# John Salmons
John Rashalld Salmons  (Philadelphia, Pennsylvania, 21. prosinca 1979.) američki je profesionalni košarkaš. Igra na poziciji bek šutera, a može igrati i nisko krilo. Trenutačno je član NBA momčadi Milwaukee Bucksa. Izabran je u 1. krugu (26. ukupno) NBA drafta 2002. od strane San Antonio Spursa.

## Srednja škola i sveučilište
Pohađao je srednju školu Plymouth-Whitemarsh High School. 1997. godine, Salmons je odveo svoju momčad do državnog prvenstva te se nakon kraja srednje škole odlučio na pohađanje sveučilišta u Miamiu. 

## NBA karijera
Izabran je kao 26. izbor NBA drafta 2002. od strane San Antonio Spursa. Ubrzo je mijenjan u Philadelphia 76erse zajedno s Markom Bryantom i pravima na Randya Holcomba u zamjenu za Speedya Claxtona. U 76ersima se zadržao sve do kraja sezone 2005./06., te je u desu 76ersa ostvario prosjek od 4.1 poena po utakmici. 13. srpnja 2006. Salmons je trebao potpisati sign-and-trade ugovor s Toronto Raptorsima kojim bi ga ponovno posali u 76erse. Međutim 21. srpnja 2006. zbog Salmonsove nedoumice oko ugovora, dogovor je otkazan. 24. srpnja 2006. Salmons je potpisao višegodišnji ugovor sa Sacramento Kingsima. 22. prosinca 2006. Salmons je u utakmici s Denver Nuggetsima postigao 21 poen, 11 skokova i 10 asistencije čime je ostvario svoj prvi triple-double učinak u karijeri. 18. veljače 2009. Salmons je mijenjan u Chicago Bullse zajedno s Bradom Millerom u zamjenu za četiri igrača. 18. veljače 2010. Salmons je mijenjan u Milwaukee Buckse u zamjenu za Hakima Warricka i Joea Alexandera.

## NBA statistika

### Regularnio dio
| Godina    | Klub         | Odig. uta. | Uta. poč. | Min. | 2P%  | 3P%  | Sl. bac.% | Skok. | Asist. | Ukr. lop. | Blok. | Poena |
| --------- | ------------ | ---------- | --------- | ---- | ---- | ---- | --------- | ----- | ------ | --------- | ----- | ----- |
| 2002./03. | Philadelphia | 64         | 1         | 7.9  | .414 | .323 | .743      | .9    | .7     | .3        | .1    | 2.1   |
| 2003./04. | Philadelphia | 77         | 24        | 20.8 | .387 | .340 | .772      | 2.5   | 1.7    | .8        | .2    | 5.8   |
| 2004./05. | Philadelphia | 58         | 8         | 17.1 | .405 | .341 | .729      | 2.1   | 2.0    | .7        | .2    | 4.1   |
| 2005./06. | Philadelphia | 82         | 24        | 25.1 | .420 | .299 | .775      | 2.7   | 2.7    | .9        | .2    | 7.5   |
| 2006./07. | Sacramento   | 79         | 19        | 27.0 | .456 | .357 | .779      | 3.3   | 3.2    | .9        | .3    | 8.5   |
| 2007./08. | Sacramento   | 81         | 41        | 31.1 | .477 | .325 | .823      | 4.3   | 2.6    | 1.1       | .4    | 12.5  |
| 2008./09. | Sacramento   | 53         | 53        | 37.4 | .472 | .418 | .823      | 4.2   | 3.7    | 1.1       | .2    | 18.3  |
| 2008./09. | Chicago      | 26         | 21        | 37.7 | .473 | .415 | .843      | 4.3   | 2.0    | 1.0       | .6    | 18.3  |
| Ukupno    |              | 520        | 191       | 24.6 | .448 | .362 | .799      | 3.0   | 2.4    | .9        | .2    | 8.8   |

### Doigravanje
| Godina    | Klub         | Odig. uta. | Uta. poč. | Min. | 2P%  | 3P%  | Sl. bac.% | Skok. | Asist. | Ukr. lop. | Blok. | Poena |
| --------- | ------------ | ---------- | --------- | ---- | ---- | ---- | --------- | ----- | ------ | --------- | ----- | ----- |
| 2002./03. | Philadelphia | 6          | 0         | 2.7  | .000 | .000 | .000      | .5    | .0     | .0        | .0    | .0    |
| 2004./05. | Philadelphia | 2          | 0         | 2.0  | .000 | .000 | .000      | .0    | .5     | .0        | .0    | .0    |
| 2008./09. | Chicago      | 7          | 7         | 44.7 | .402 | .316 | .853      | 4.4   | 2.3    | 1.3       | 1.0   | 18.1  |
| Ukupno    |              | 15         | 7         | 22.2 | .398 | .308 | .806      | 2.3   | 1.1    | .6        | .5    | 8.5   |

## Vanjske poveznice
- Profil na NBA.com
- Profil  Arhivirana inačica izvorne stranice od 31. svibnja 2020. (Wayback Machine) na Basketball-Reference.com